# Туин Пийкс (квартал на Сан Франциско)
 Тази статия е за квартала в Сан Франциско.  За телевизионния сериал вижте Туин Пийкс.  
Туин Пийкс (на английски: Twin Peaks; в превод: Върхове близнаци) е квартал в град-окръг Сан Франциско, щата Калифорния, САЩ. Върховете Близнаци са два хълма на 280,40 метра над морското равнище и са вторите по височина хълмове в Сан Франциско. Площта на Туин Пийкс е 0,14 кв. км.